# Condado de Umatilla
El condado de Umatilla es uno de los 36 condados del estado estadounidense de Oregón. La sede del condado es Pendleton, al igual que su mayor ciudad. El condado tiene un área de 8.369 km² (de los cuales 41 km² están cubiertos por agua) y una población de 70.548 habitantes, para una densidad de población de 8 hab/km² (según censo nacional de 2000). Este condado fue fundado el 27 de septiembre de 1862.

## Geografía

### Condados adyacentes
- Condado de Walla Walla, Washington (norte)
- Condado de Benton, Washington (norte)
- Condado de Columbia, Washington (noreste)
- Condado de Wallowa (noreste)
- Condado de Union (este)
- Condado de Grant (sur)
- Condado de Morrow (oeste)

## Demografía
Para el censo de 2000, había 70.548 personas, 25.195 cabezas de familia, y 17.838 familias residiendo en el condado. La densidad de población era de 22 habitantes por milla cuadrada.
La composición racial del condado era:
- 82,00% blancos
- 0,82% negros o negros americanos
- 3,37% nativos americanos
- 0,75% asiáticos
- 0,18% isleños
- 10,67% otras razas
- 2,21% de dos o más razas.

Había 25.195 cabezas de familia, de las cuales el 35,00% tenían menores de 18 años viviendo con ellas, el 55,10% eran parejas casadas viviendo juntas, el 10,60% eran mujeres cabeza de familia monoparental (sin cónyuge), y 29,20% no eran familias.
El tamaño promedio de una familia era de 3,14 miembros.
En el condado el 27,80% de la población tenía menos de 18 años, el 9,40% tenía de 18 a 24 años, el 28,30% tenía de 25 a 44, el 22,20% de 45 a 64, y el 12,30% eran mayores de 65 años. La edad promedio era de 35 años. Por cada 100 mujeres había 104,80 hombres. Por cada 100 mujeres mayores de 18 años había 104,70 hombres.

## Economía
Los ingresos medios de una cabeza de familia del condado eran de USD$36.249 y el ingreso medio familiar era de $41.850. Los hombres tenían unos ingresos medios de $31.479 frente a $22.325 de las mujeres. El ingreso per cápita del condado era de $16.410. El 9,80% de las familias y el 12,70% de la población estaban debajo de la línea de pobreza. Del total de gente en esta situación, 16,20% tenían menos de 18 y el 8,70% tenían 65 años o más.

## Localidades

### Ciudades incorporadas
| - Adams - Athena - Echo - Helix - Hermiston - Milton-Freewater | - Pendleton - Pilot Rock - Stanfield - Ukiah - Umatilla - Weston |

### Áreas no incorporadas y lugares designados por el censo
| - Bingham Springs - Cayuse - Cold Springs - Gibbon - Gopher Flats - Holdman - Kirkpatrick | - Meacham - Mission - Ordnance (un despoblado) - Riverside - Tutuilla - Tollgate - Umapine |